# Col de la Croix de Fer
Col de la Croix de Fer (pol. Przełęcz Żelaznego Krzyża, 2067 m n.p.m.) – wysokogórska przełęcz we francuskich Alpach Delfinackich łącząca Le Bourg-d’Oisans i Saint-Jean-de-Maurienne.

## Droga na przełęcz
Przez przełęcz przechodzi droga nr D 926. Północno-wschodni podjazd, wiodący z Saint-Jean-de-Maurienne, ma długość 30,0 km i średnie nachylenie 5,1 procent, a południowo-zachodni z Rochetaillée – 27,5 km i średnie nachylenie 4,7 procent. Droga z Rochetaillée na 2,5 km przed szczytem rozdziela się, a druga odnoga wiedzie na przełęcz Glandon. Istnieje jeszcze trzecia droga z Le Chambre przez przełęcz Glandon – to najtrudniejszy podjazd o długości 22,7 km i średnim nachyleniu 7 procent.

## Tour de France
Trasa Tour de France przechodziła przez przełęcz 15 razy w historii wyścigu, po raz pierwszy w 1947, a ostatnio w roku 2015.

## Galeria

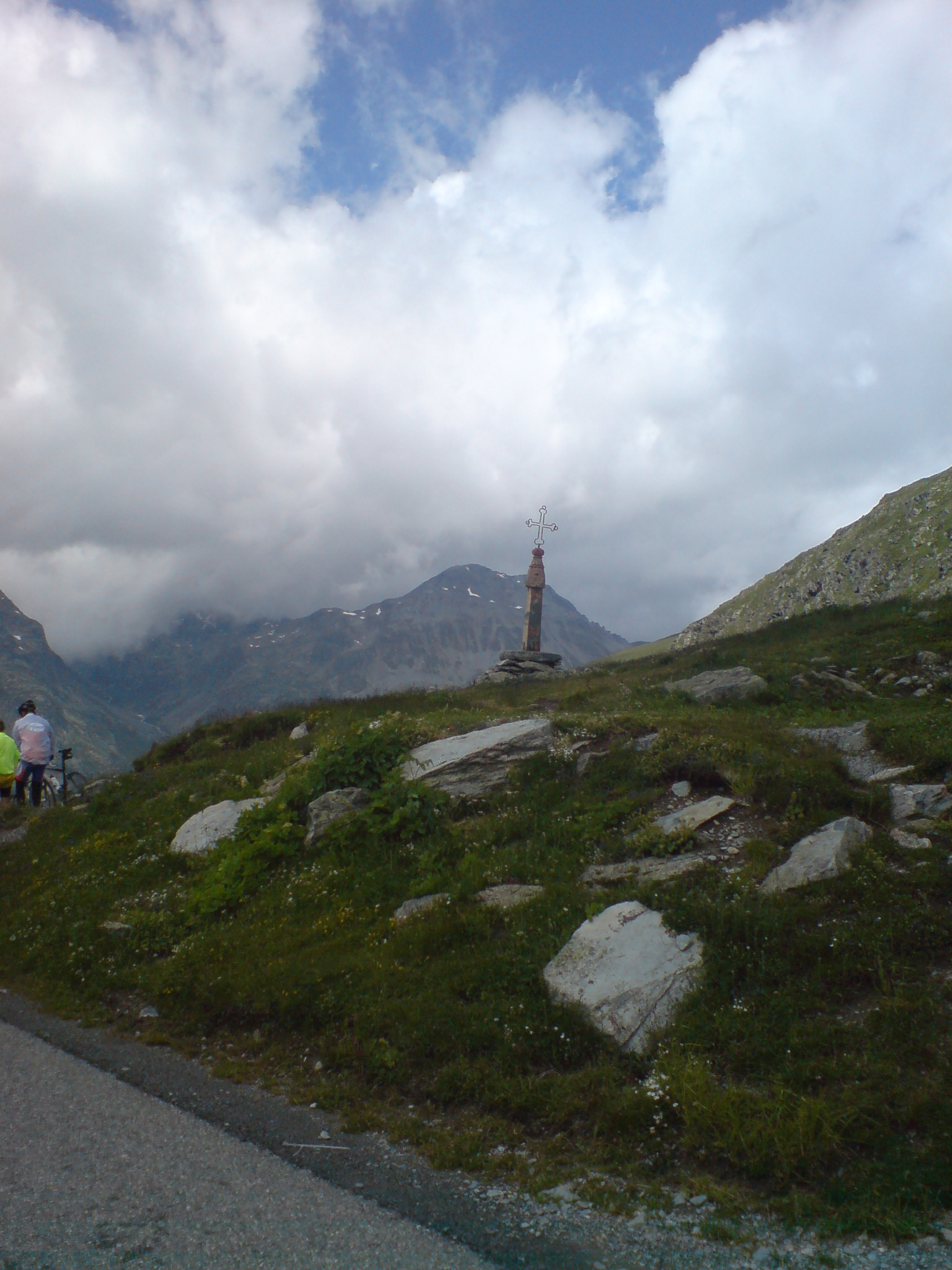
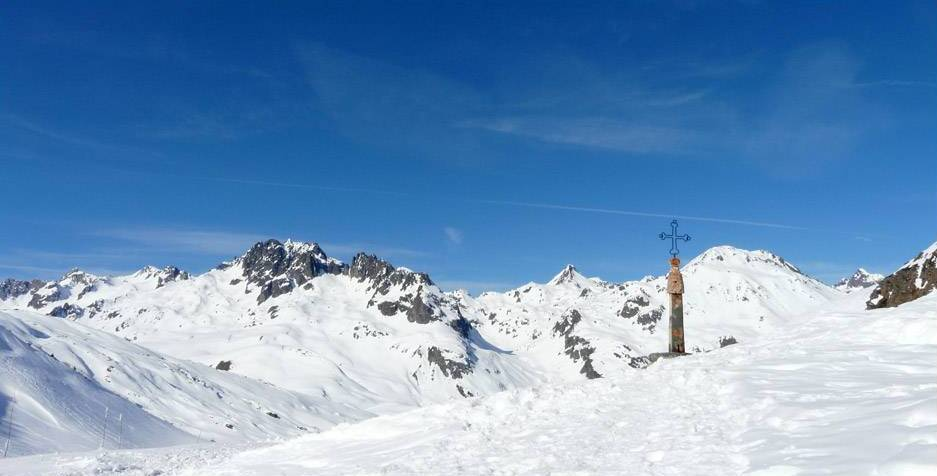
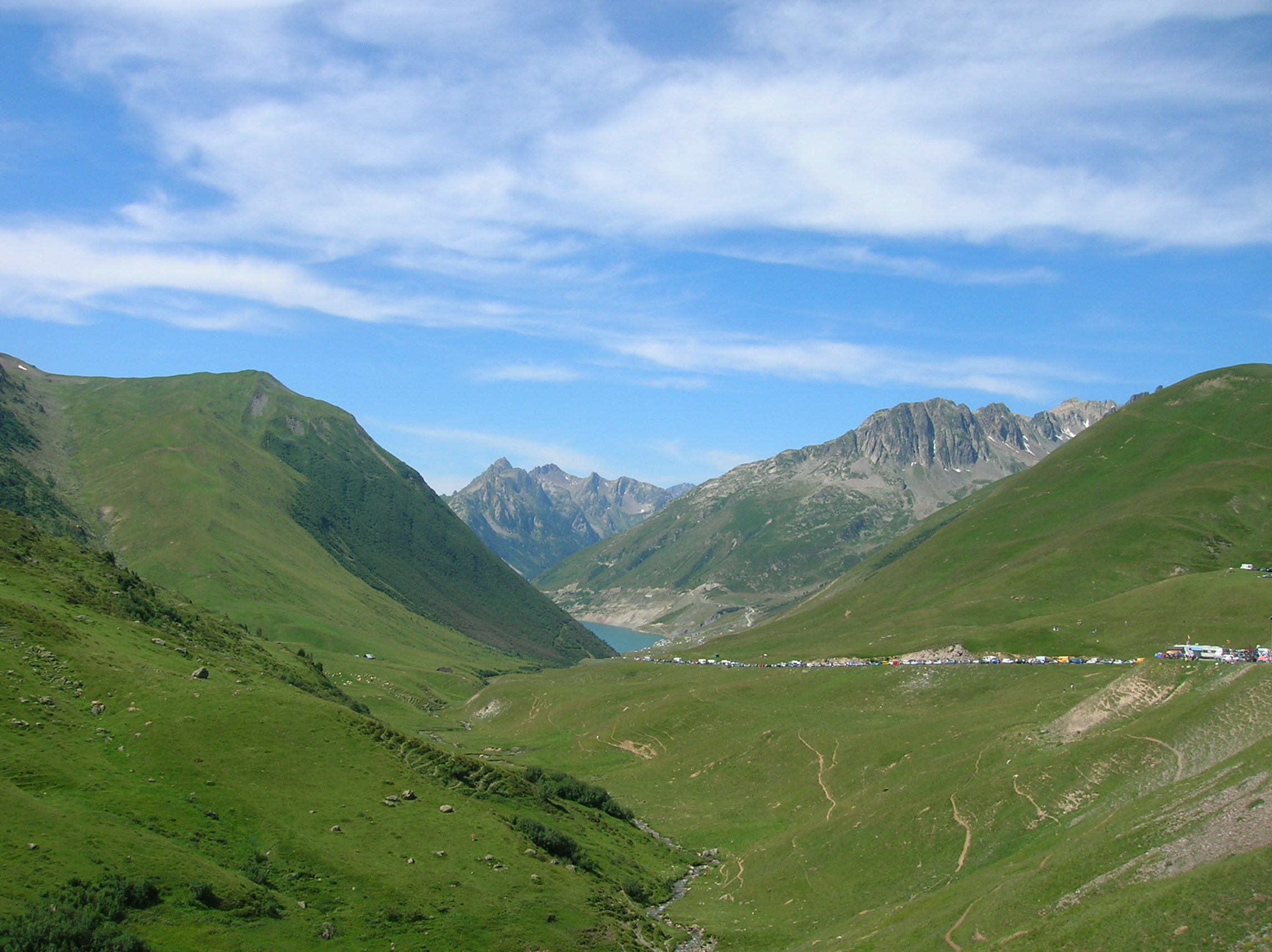

### Wystąpienia w Tour de France
| Rok  | Etap | Kategoria górskiej premii | Start                    | Meta           | Zwycięzca premii górskiej |
| ---- | ---- | ------------------------- | ------------------------ | -------------- | ------------------------- |
| 2008 | 17   | HC                        | Embrun                   | L’Alpe d’Huez  | Peter Velits              |
| 2006 | 16   | HC                        | Le Bourg-d’Oisans        | La Toussuire   | Michael Rasmussen         |
| 1999 | 10   | HC                        | Sestrières               | L’Alpe d’Huez  | Stéphane Heulot           |
| 1998 | 15   | HC                        | Grenoble                 | Les Deux-Alpes | Rodolfo Massi             |
| 1995 | 10   | HC                        | Aime–La Plagne           | L’Alpe d’Huez  | Richard Virenque          |
| 1992 | 14   | HC                        | Sestrières               | L’Alpe d’Huez  | Eric Boyer                |
| 1989 | 17   | HC                        | Briançon                 | L’Alpe d’Huez  | Gert-Jan Theunisse        |
| 1986 | 18   | 1                         | Briançon–Serre Chevalier | L’Alpe d’Huez  | Bernard Hinault           |
| 1966 | 16   | 1                         | Bourg-d’Oisans           | Briançon       | Joaquim Galera            |
| 1963 | 16   | 1                         | Grenoble                 | Val d’Isère    | Federico Bahamontes       |
| 1961 | 10   | 1                         | Grenoble                 | Turyn          | Guy Ignolin               |
| 1956 | 18   | 1                         | Turyn                    | Grenoble       | René Marigil              |
| 1952 | 11   | 1                         | Bourg-d’Oisans           | Sestrières     | Fausto Coppi              |
| 1948 | 14   | 1                         | Briançon                 | Aix-les-Bains  | Gino Bartali              |
| 1947 | 8    | 1                         | Grenoble                 | Briançon       | Fermo Camellini           |